# Łaszczówka-Kolonia
Łaszczówka-Kolonia – kolonia w Polsce położona w województwie lubelskim, w powiecie tomaszowskim, w gminie Tomaszów Lubelski.
W latach 1975–1998 miejscowość administracyjnie należała do województwa zamojskiego.
Przez miejscowość przebiega droga krajowa nr 17.
Kolonia jest sołectwem w gminie Tomaszów Lubelski. Według Narodowego Spisu Powszechnego z roku 2011 kolonia liczyła 224 mieszkańców.
Wierni Kościoła rzymskokatolickiego należą do parafii Parafia św. Antoniego Padewskiego w Jezierni.